# Hell or High Water
Hell or High Water è un film del 2016 diretto da David Mackenzie.
È il secondo film di una trilogia informale ideata da Taylor Sheridan che tratta della moderna frontiera americana, preceduto da Sicario e seguito da I segreti di Wind River.

## Trama
Nel Texas occidentale, il padre divorziato Toby Howard e suo fratello Tanner, un ex-detenuto, effettuano di prima mattina, quando le banche sono ancora vuote, rapine in due filiali della Texas Midlands Bank. Sebbene le rapine siano ben pianificate, la natura selvaggia di Tanner lo porta a correre rischi inutili, cosa che infastidisce molto Toby, il quale non vuole che nessuno si faccia male. Due Texas Rangers, Marcus Hamilton e Alberto Parker, si occupano del caso. Hamilton, prossimo alla pensione, capisce rapidamente i metodi e le personalità dei fratelli.
Una volta arrivati al loro ranch, Toby e Tanner seppelliscono in una fossa profonda l'auto con cui hanno viaggiato e compiuto le rapine. Toby spiega al fratello che la madre è morta dopo una lunga malattia, lasciando il loro ranch in pegno per un mutuo fornito proprio dalla Texas Midlands Bank. Qualora il debito non venisse ripagato entro pochi giorni, il ranch diventerà proprietà della banca. Proprio sotto quella terra è stato scoperto un giacimento petrolifero e Toby è determinato a pagare il mutuo per garantire una vita confortevole ai suoi due figli. Dal dialogo si capisce inoltre che Tanner da giovane ha sparato e ucciso il loro padre violento, prima di passare alla rapina a mano armata.
Tanner deruba un'altra banca mentre Toby, all'oscuro della rapina del fratello, attende in una tavola calda nelle vicinanze. Mentre la polizia prosegue le indagini, i due fratelli portano il denaro rubato in un casinò indiano in Oklahoma per riciclarlo. Scambiano le somme rubate con delle fiches, alcune delle quali usate da Tanner per giocare d'azzardo, che poi riconvertono in parte in denaro contante e in parte in un assegno intestato alla Texas Midlands Bank, la stessa banca che hanno derubato. Con dei fondi irrintracciabili e avvalendosi del gioco d'azzardo come copertura per il modo in cui sono stati acquisiti, i due fratelli tornano in Texas.
Hamilton decide di fare loro la posta controllando un'altra filiale della Texas Midlands Bank, ma i due fratelli non si fanno vivi. Hamilton calcola allora uno schema basato sui furti compiuti e determina il prossimo obiettivo dei fratelli, la filiale di Post. Mentre Hamilton e Parker sono in viaggio, si verifica la rapina, messa in atto dai fratelli nonostante il fatto che la banca fosse piena di clienti. Quando una guardia di sicurezza e un civile armato sparano ai due fratelli, si verifica una sparatoria, nel corso della quale Tanner riesce a uccidere sia la guardia che il civile, mentre Toby viene colpito al fianco. Appena i due fratelli lasciano la banca, vengono attaccati da una banda di cittadini armati.
I fratelli corrono fuori città con una squadra di civili sempre più numerosa all'inseguimento. Dopo aver guadagnato una certa distanza, Tanner si ferma e spara loro con un fucile automatico, costringendoli alla ritirata. I fratelli quindi si dividono, con Toby che prende i soldi usando un'altra macchina, mentre Tanner crea un diversivo: riesce a condurre gli uomini fuori pista su una cresta montuosa del deserto, da dove inizia a sparare con un fucile da cecchino, uccidendo il ranger Parker. Sconvolto, Hamilton usa la conoscenza di un residente locale dell'area per aggirare Tanner, arrivargli alle spalle e ucciderlo con un colpo alla testa usando un fucile di precisione.
Durante lo stallo, Toby, nascondendo la sua ferita ancora sanguinante, passa attraverso un posto di blocco della polizia senza destare alcun sospetto, riciclando poi con successo il denaro rubato al casinò, dove apprende della morte di suo fratello da un notiziario in televisione. Riesce quindi a portare l'assegno del casinò alla banca appena in tempo per evitare il pignoramento del ranch, rendendolo un fondo fiduciario di famiglia.
Dopo il pensionamento Hamilton torna al suo ex ufficio e viene a sapere che i Ranger hanno escluso Toby dalla lista dei sospetti, poiché la sua fedina penale è pulita e non ha motivo di mettersi a rubare, poiché i nuovi pozzi petroliferi in un mese gli fanno guadagnare più di quanto è stato rubato in tutte le rapine. Il denaro proveniente dai pozzi petroliferi del ranch è depositato presso la Texas Midlands Bank, che si rifiuta di cooperare con le indagini per timore di perdere la gestione del fondo fiduciario della famiglia.
Hamilton visita il ranch di Toby e, pur mantenendo una conversazione civile, afferma di sapere che è stato lui ad architettare le rapine, prendendovi poi anche parte, ma desidera conoscerne il motivo. Toby dice che si era deciso a non lasciare che la povertà colpisse i suoi figli come accaduto a lui e a Tanner. Il confronto viene improvvisamente interrotto dall'arrivo dell'ex moglie e dei figli di Toby. In quanto fondo fiduciario, il ranch appartiene di diritto ai due ragazzi; Toby è lì solo per visitare i figli e sistemare la casa. Mentre Hamilton si congeda, Toby suggerisce di incontrarsi di nuovo presto per "finire la conversazione". Hamilton accetta.

## Produzione
La sceneggiatura, scritta da Taylor Sheridan, è stata inserita nella Black List del 2012 con il titolo Comancheria. I protagonisti del film sono Chris Pine, Ben Foster e Jeff Bridges.

## Distribuzione
Il film è stato presentato nella sezione Un Certain Regard al Festival di Cannes 2016. È stato distribuito nelle sale cinematografiche statunitensi il 12 agosto 2016, mentre in Italia è disponibile su Netflix dal 18 novembre 2016.

## Riconoscimenti
- 2017 - Premi Oscar
  - Candidatura per il Miglior film
  - Candidatura per il Miglior attore non protagonista a Jeff Bridges
  - Candidatura per la Migliore sceneggiatura originale a Taylor Sheridan
  - Candidatura per il Miglior montaggio a Jake Roberts
- 2017 - Golden Globe
  - Candidatura per il Miglior film drammatico
  - Candidatura per il Miglior attore non protagonista a Jeff Bridges
  - Candidatura per la Migliore sceneggiatura a Taylor Sheridan
- 2017 - Premio BAFTA
  - Candidatura per la Miglior sceneggiatura originale a Taylor Sheridan
  - Candidatura per il Miglior attore non protagonista a Jeff Bridges
  - Candidatura per la Miglior fotografia a Giles Nuttgens
- 2016 - Gotham Independent Film Awards
  - Candidatura per la Miglior sceneggiatura a Taylor Sheridan
  - Candidatura per il Miglior attore a Jeff Bridges
- 2016 - National Board of Review Awards
  - Migliori dieci film dell'anno
  - Miglior attore non protagonista a Jeff Bridges
- 2016 - American Film Institute
  - Migliori dieci film dell'anno
- 2016 - San Diego Film Critics Society Awards
  - Miglior film
  - Miglior regista a David Mackenzie
  - Miglior attore non protagonista a Ben Foster
  - Miglior sceneggiatura originale a Taylor Sheridan
  - Miglior fotografia a Giles Nuttgens
  - Miglior cast
  - Candidatura per il Miglior attore a Chris Pine
  - Candidatura per il Miglior attore non protagonista a Jeff Bridges
  - Candidatura per il Miglior montaggio a Jake Roberts
  - Candidatura per la Miglior colonna sonora a Nick Cave e Warren Ellis
- 2017 - Independent Spirit Awards
  - Miglior attore non protagonista a Ben Foster
  - Candidatura per la Miglior sceneggiatura a Taylor Sheridan
  - Candidatura per il Miglior montaggio a Jake Roberts
- 2017 - Satellite Awards
  - Miglior attore non protagonista a Jeff Bridges
  - Candidatura per il Miglior film
  - Candidatura per la Miglior sceneggiatura originale a Taylor Sheridan
- 2017 - Writers Guild of America Award
  - Candidatura per la Miglior sceneggiatura originale